# Mstislav (Djačina)
Mstislav (světským jménem: Michail Valerianovič Djačina; * 11. listopadu 1967 Vyšnivec) je ukrajinský duchovní Ruské pravoslavné církve a biskup tichvinský a lodějnopolský.

## Život
Narodil se 11. listopadu 1967 v sídle Vyšnivec Ternopilské oblasti v rodině kněze.
V letech 1985–1987 sloužil v řadách Sovětské armády.
Roku 1992 dokončil Petrohradský duchovní seminář a roku 1996 Petrohradskou duchovní akademii. Stal se vedoucím kanceláře petrohradské eparchie.
Dne 26. března 1998 byl postřižen na monacha a přijal mnišské jméno Mstislav na počest svatého knížete Mstislava Rostislaviče.
Dne 12. dubna 1998 byl metropolitou petrohradským a ladožským Vladimirem (Kotljarovem) rukopoložen na hierodiakona a 4. prosince na jeromonacha.
V letech 1999–2001 byl představeným Koněvského monastýru.
Na Velikonoce roku 2007 byl povýšen na igumena. Od stejného roku byl sekretářem petrohradské eparchie.
Roku 2011 byl jmenován blagočinným Lodějnopolského okruhu a zástupcem představeného Alexandro-Svirského monastýru.
Dne 16. března 2012 jej Svatý synod zvolil biskupem lodějnopolským, vikářem petrohradské eparchie a představeným Alexandro-Svirského monastýru.
Dne 1. dubna 2012 byl povýšen na archimandritu.
Dne 23. dubna 2012 byl oficiálně jmenován biskupem a 22. května proběhla v horním chrámu Zjevení Páně Mořského chrámu svatého Mikuláše a Zjevení Páně v Petrohradu jeho biskupská chirotonie. Světiteli byli patriarcha moskevský Kirill, metropolita petrohradský a ladožský Vladimir (Kotljarov), metropolita východoamerický a new-yorský Hilarion (Kapral), metropolita saranský a mordovský Varsonofij (Sudakov), metropolita volokolamský Ilarion (Alfejev), metropolita tverský a kašinský Viktor (Olijnyk), arcibiskup berlínsko-německý a velikobritský Mark (Arndt), arcibiskup vilniuský a litevský Innokentij (Vasiljev), arcibiskup sebastijský Theodosios (Hanna) (Pravoslavný patriarchát jeruzalémský), biskup kaširský Jov (Smakouz), biskup gatčinský Amvrosij (Jermakov), biskup petěrgofský Markell (Větrov), biskup solněčnogorský Sergij (Čašin), biskup vyborgský Nazarij (Lavrynenko), biskup jejský German (Kamalov), biskup chanty-mansijský a surgutský Pavel (Fokin) a biskup amurský a čegdomynský Nikolaj (Ašimov).
Dne 12. března 2013 byl ustanoven biskupem tichvinským a lodějnopolským.
Dne 5. května 2015 byl potvrzen ve funkci archimandrity Tichvinského monastýru 27. prosince 2016 Alexandro-Svirského monastýru.